# گالری دل‌آکادمیا
گالری دل‌آکادمیا (به ایتالیایی: Gallerie dell'Accademia) گالری موزه‌ای از هنرهای قبل از قرن نوزدهم در ونیز، واقع در ایتالیای شمالی است. این مکان در اسکوالا دلا کریتا (به ایتالیایی: Scuola della Carità) در ساحل جنوبی کانال بزرگ واقع شده‌است و در محاصره دورسودورو قرار دارد. در ابتدا گالری آکادمیا دی بل آرتی دی ونیزیا (به ایتالیایی: Accademia di Belle Arti di Venezia)، آکادمی هنرهای زیبای ونیز بود که از آن در سال ۱۸۷۹ مستقل شد و برای آن ایستگاه‌های: پل آکادمی، ایستگاه قایق آکادمیا و برای اتوبوس آبی وپورتو نامگذاری شده‌است.

## تاریخچه
آکادمیا دی بل آرتی دی ونیزیا در ۲۴ سپتامبر ۱۷۵۰ تأسیس شد. این نخستین مؤسسه‌ای بود که در سال ۱۷۷۷ با پیترو ادواردز، مرمت هنر را مطالعه کرد و تا سال ۱۸۱۹ به عنوان خط سیر هنر رسمیت یافت.

## مجموعه

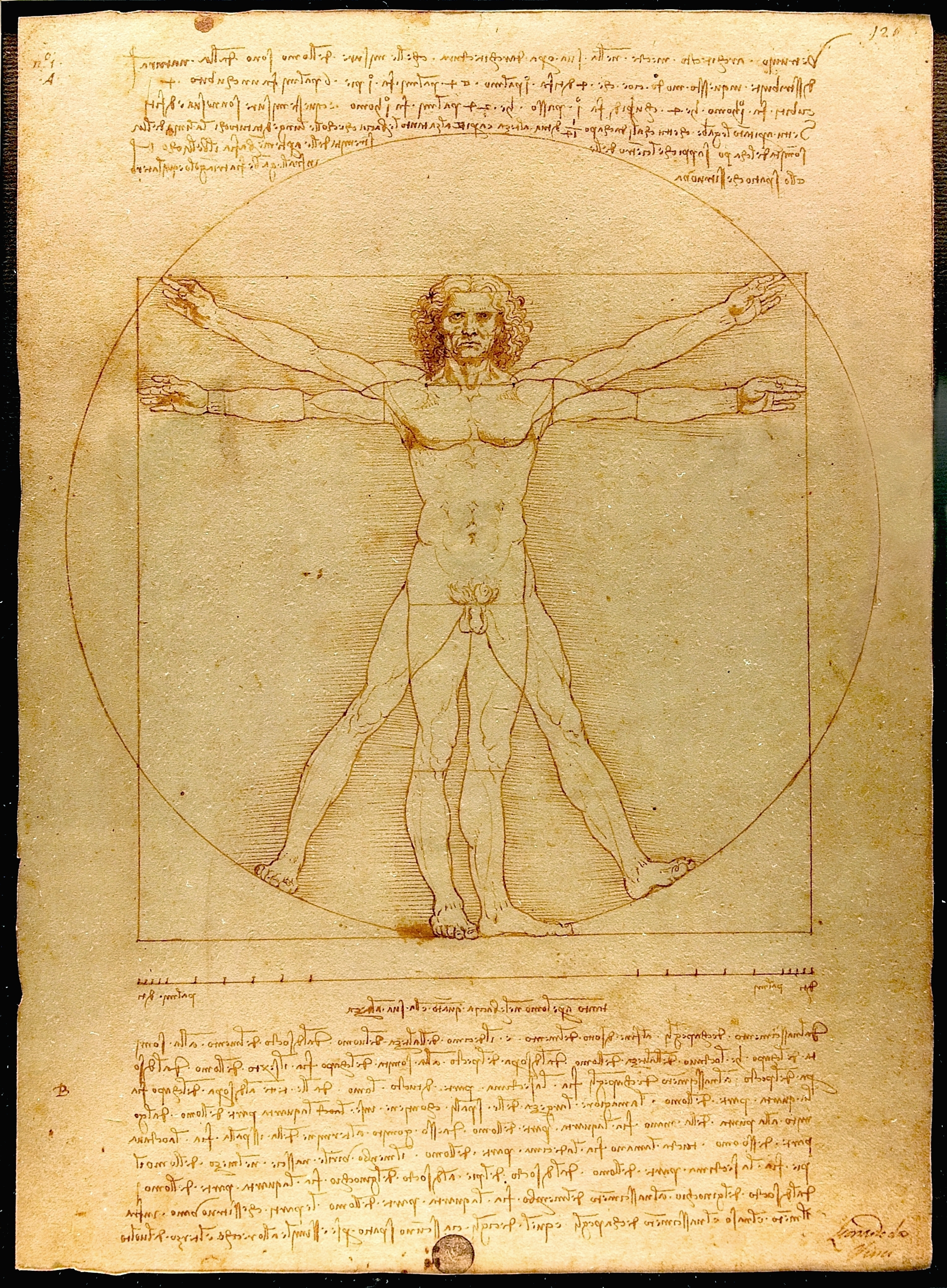
مرد ویترویوسی اثر لئوناردو داوینچی

گالری دل آکادمیا شامل شاهکارهای نقاشی ونیزی تا قرن ۱۸ است، که معمولاً به صورت زمانی تنظیم شده‌اند، اما برخی از نمایش‌های موضوعی مشهود است.
هنرمندان معرفی شده عبارتند از: آنتونلو دا مسینا، لاتزارو باستیانی، جنتیله بلینی و جووانی بلینی، برناردو بلوتو، کانالتو، ویتره کارپاتچو، چیما دا کونلیانو، لوکا جوردانو، فرانچسکو گواردی، جورجونه، یوهان لیس، شارل لبرون، لئوناردو دا وینچی، پیترو لونگی، لورنزو لوتو، آندرئا مانتنیا، جووانی باتیستا پیازتا، جامباتیستا پیتونی، ماتیا پرتی، جامباتیستا تیه‌پولو، تینتورتو، تیسین، پائولو ورونزه، جورجو وازاری و …
این مجموعه شامل نقاشی لئوناردو داوینچی از مرد ویترویوسی است که فقط به ندرت نمایش داده می‌شود زیرا اثر، روی کاغذ، شکننده و به نور حساس است. در سال ۲۰۱۹، موزه لوور در پاریس خواستار وام نقاشی برای نمایشگاه آثار خود لئوناردو شد. این درخواست توسط یک گروه میراث فرهنگی رد شد. با این وجود، یک دادگاه در ونیز تصمیم گرفت که اگر با دقت فراوان حمل شود و تحت شرایط کنترل قرار گیرد، اثر آسیبی نخواهد دید. بنابراین، این کار بخشی از نمایشگاه لوور از ۲۴ اکتبر ۲۰۱۹ تا ۲۴ فوریه ۲۰۲۰ بود.

### آثار برجسته

هیرونیموس بوش زاهدان مقدس, ۸۶ × ۱۲۰ cm.
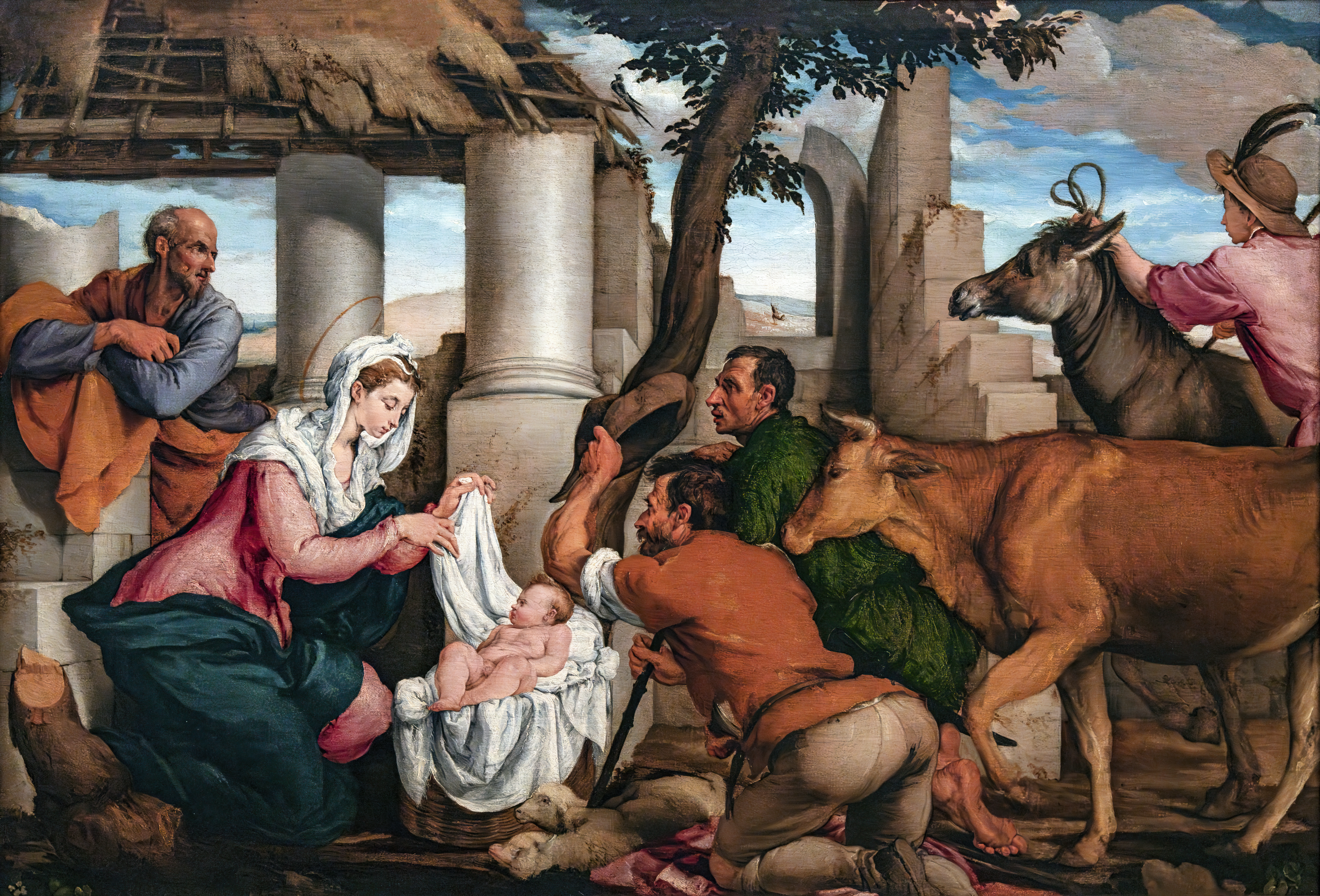
یاکوپو باسانو ستایش چوپانان، ۹ × ۱۴۲ cm.
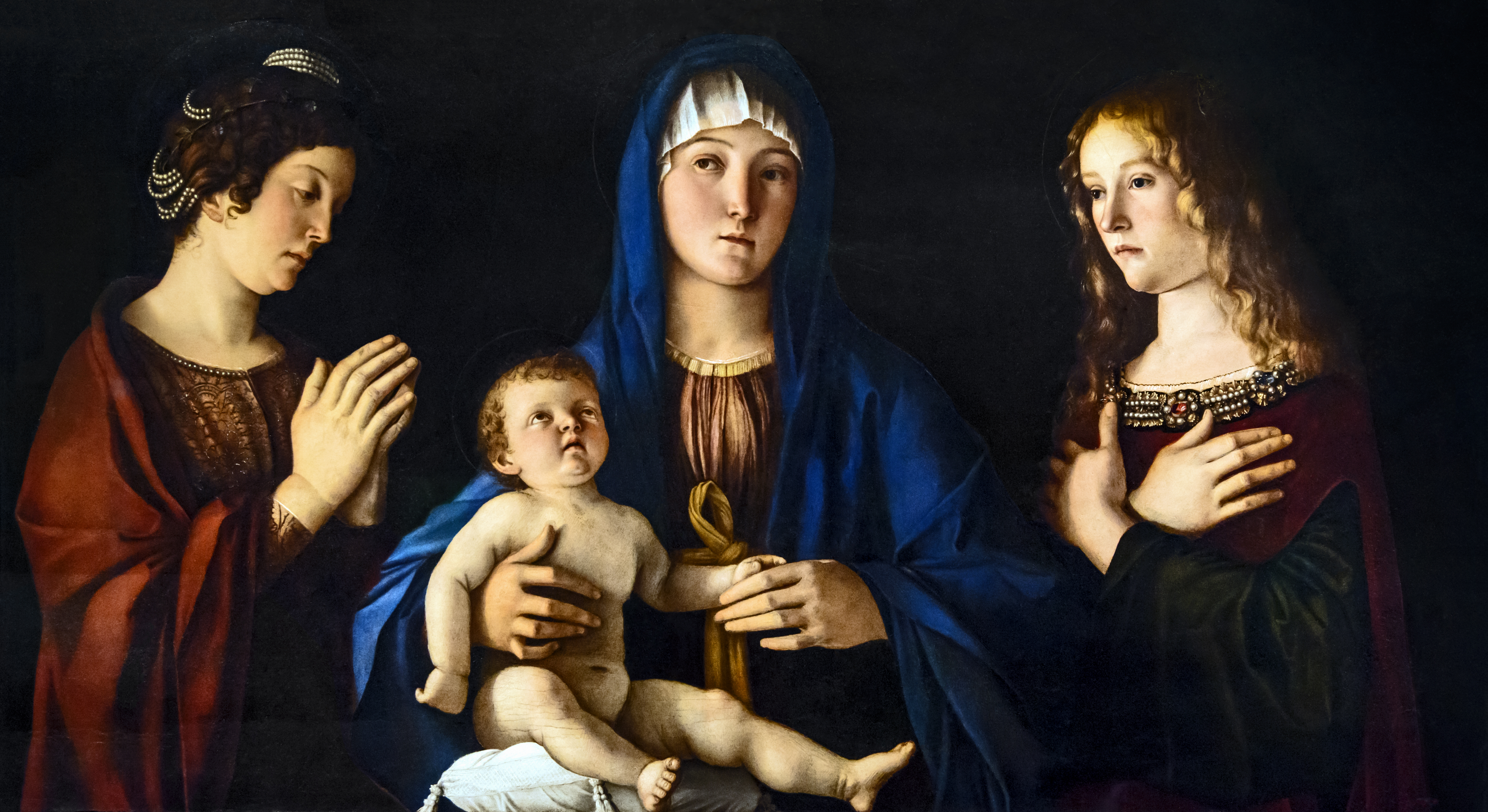
جووانی بلینی مادونا و کودک با سنت کاترین و سنت ماری مگدالین, ۵۸ × ۱۰۷ cm
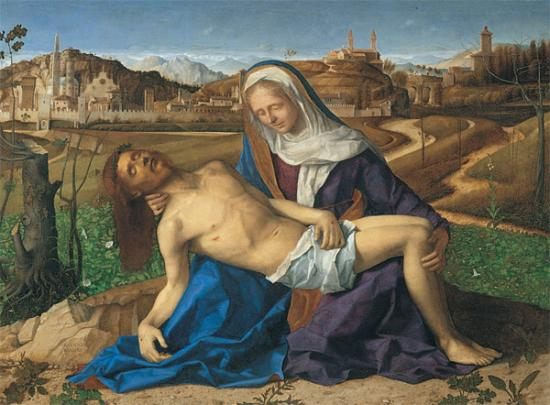
جووانی بلینی مارتیننگو پیتا, ۶۵ × ۹۰ cm.
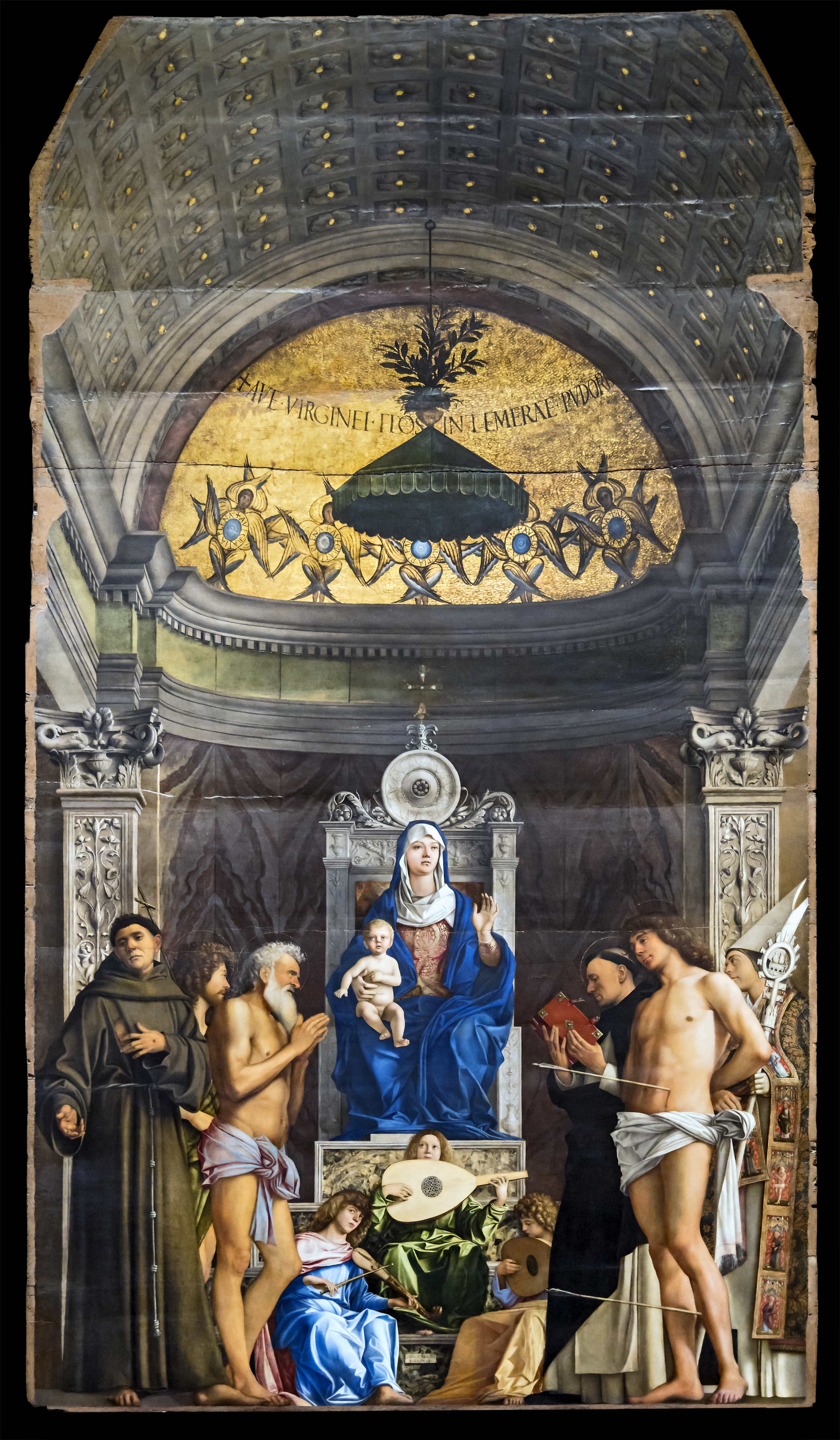
جووانی بلینی محراب سن جائوب, ۳۷۱ × ۲۵۸ cm.
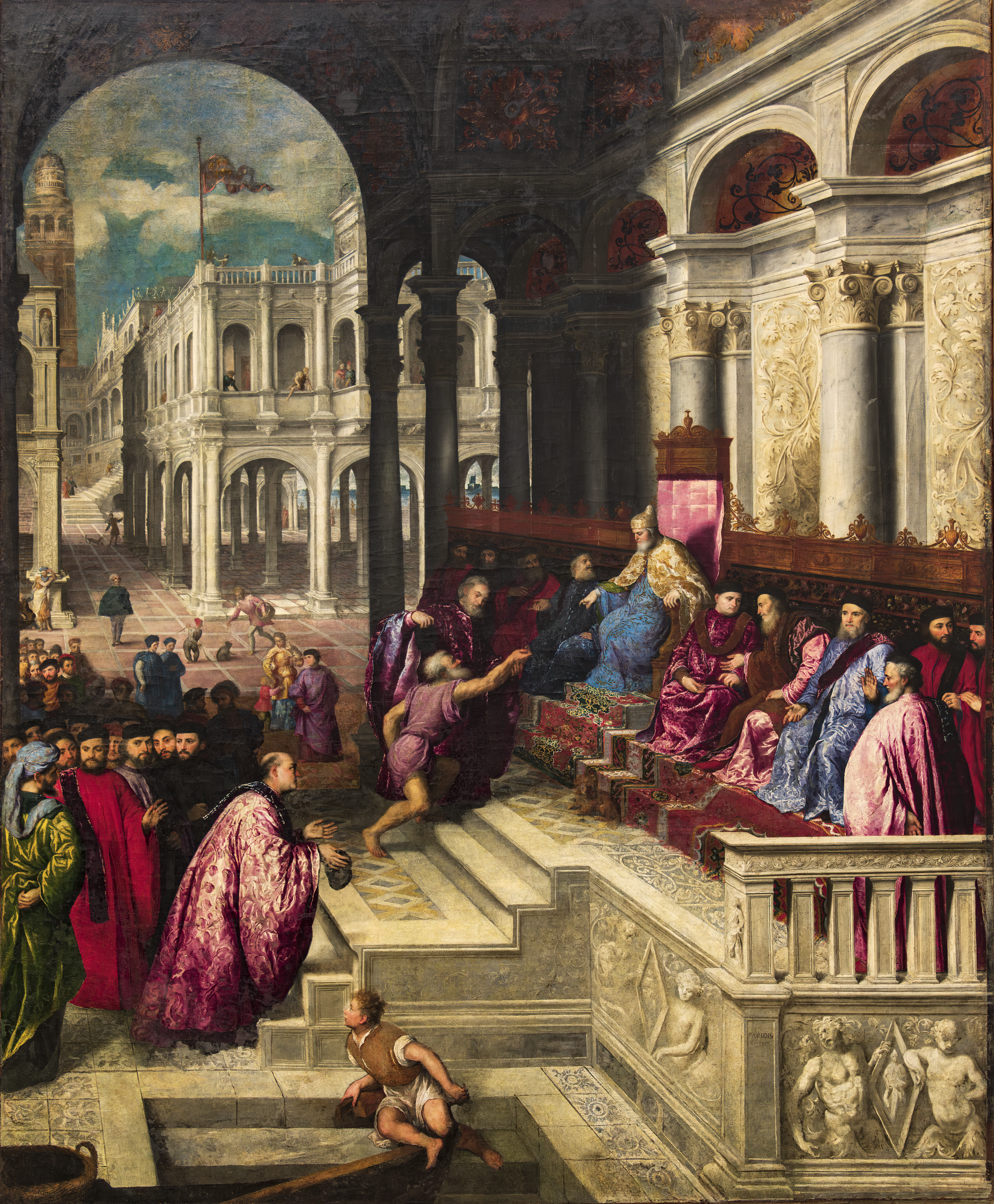
پریس بوردونه تقدیم حلقه, ۳۷۰ × ۳۰۱ cm
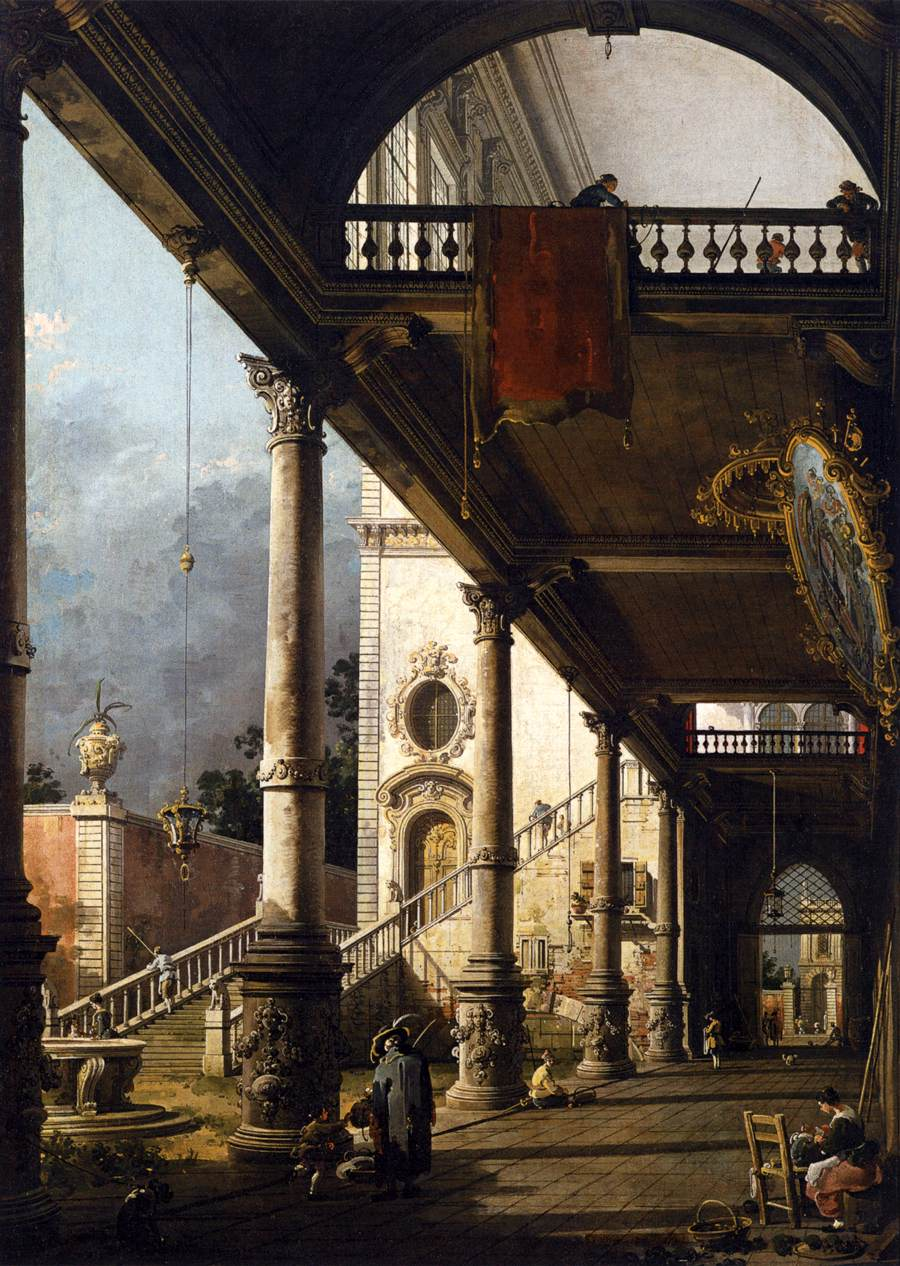
کانالتو چشم انداز رواق, ۱۳۱ × ۹۳ cm.
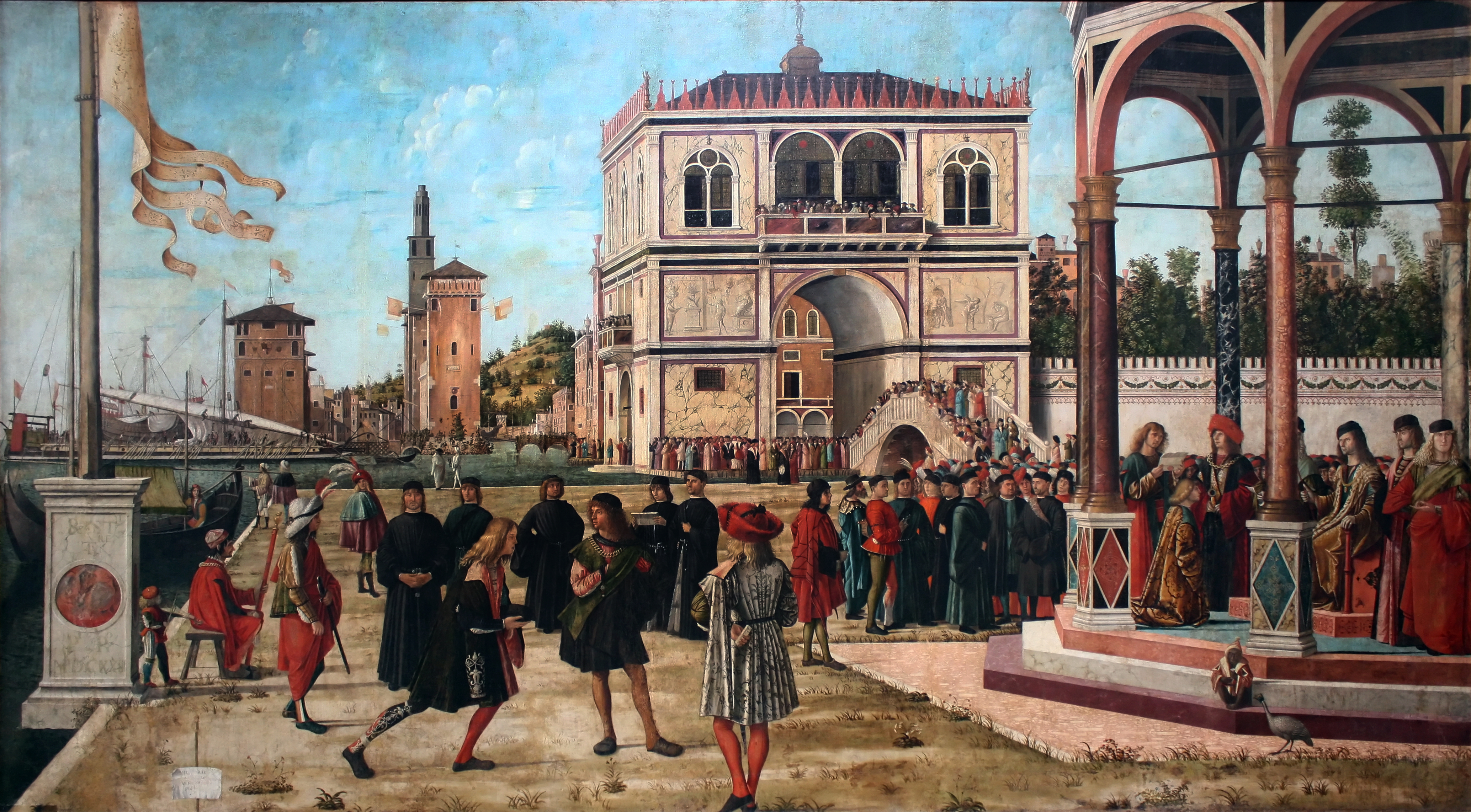
ویتره کارپاتچو دوره سنت اورسولا, ۲۹۷ × ۵۲۷ cm
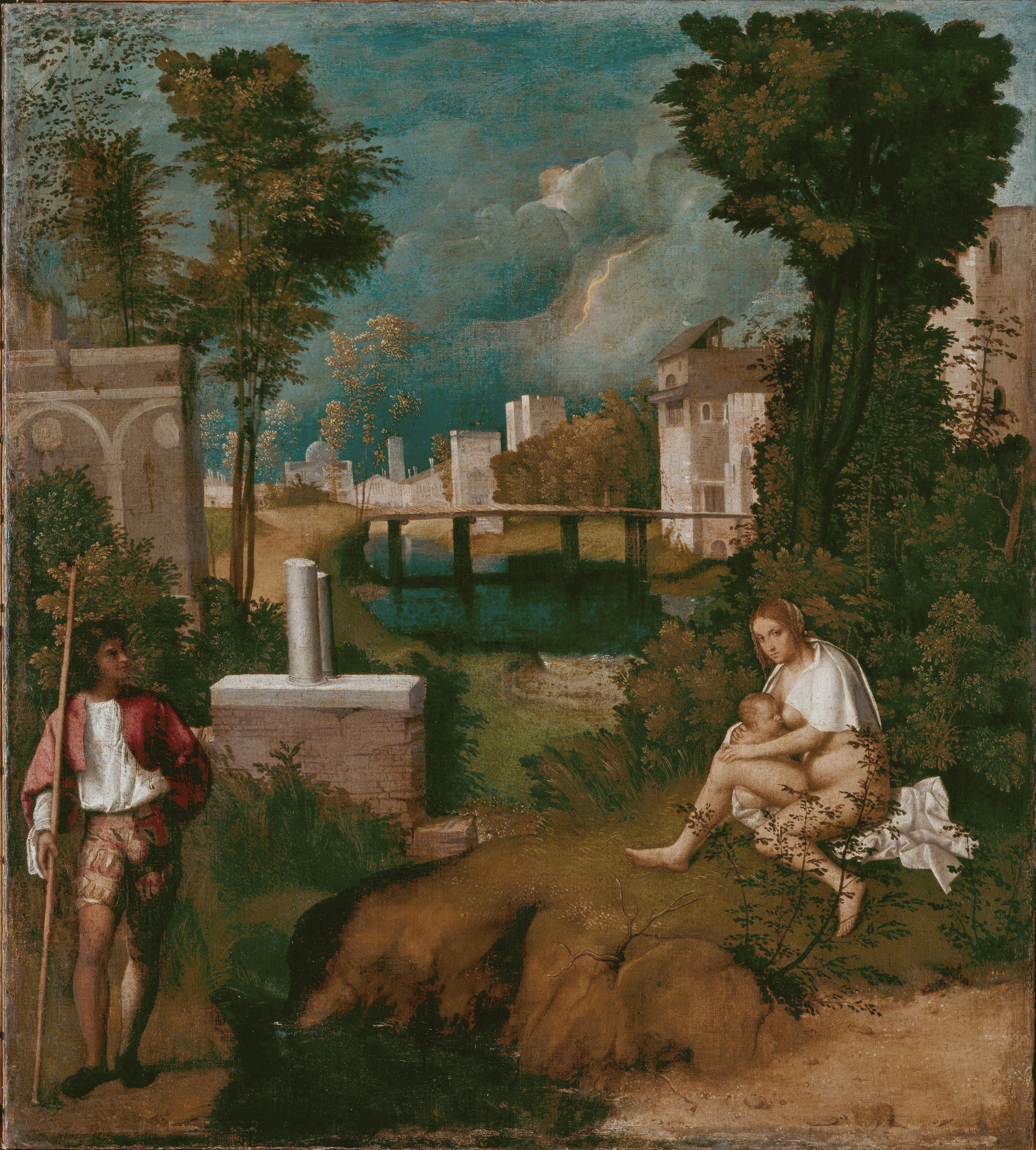
جورجونه طوفان, ۸۲ × ۷۳ cm
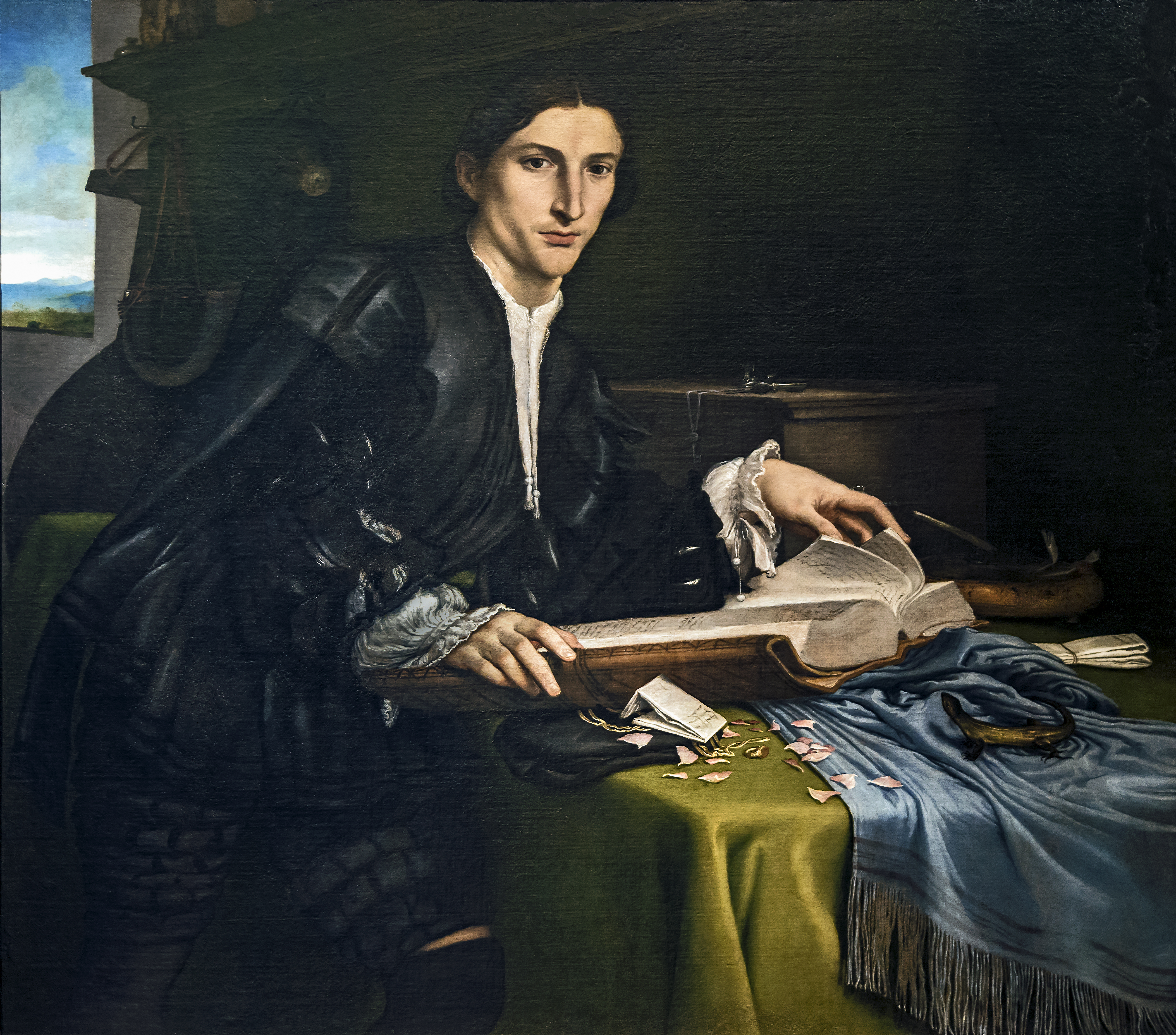
لورنزو لوتو جنتلمن در محل مطالعه اش, ۹۸ × ۱۱۶ cm.
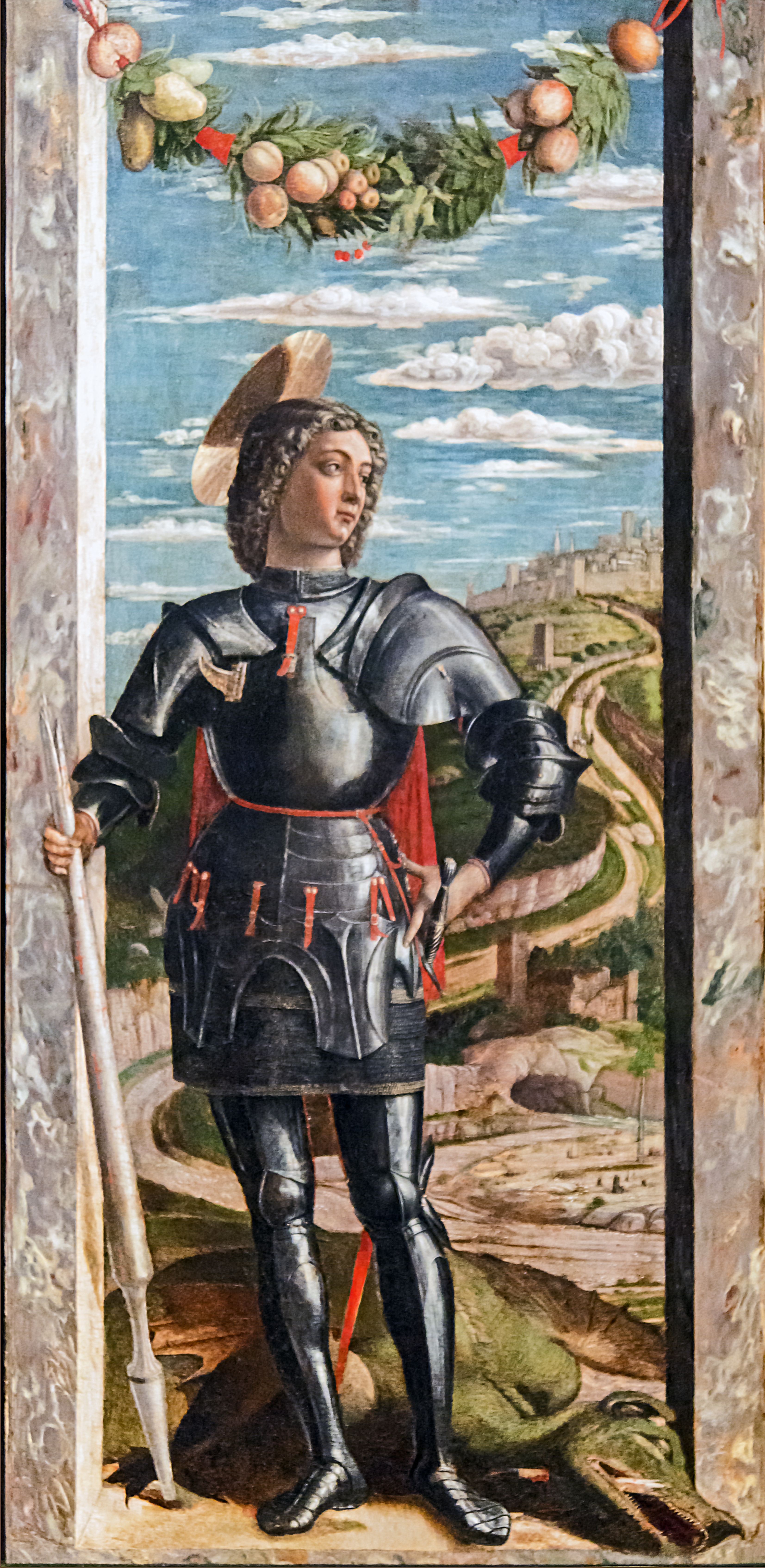
آندرئا مانتنیا سن جورج, ۶۶ × ۳۲ cm.
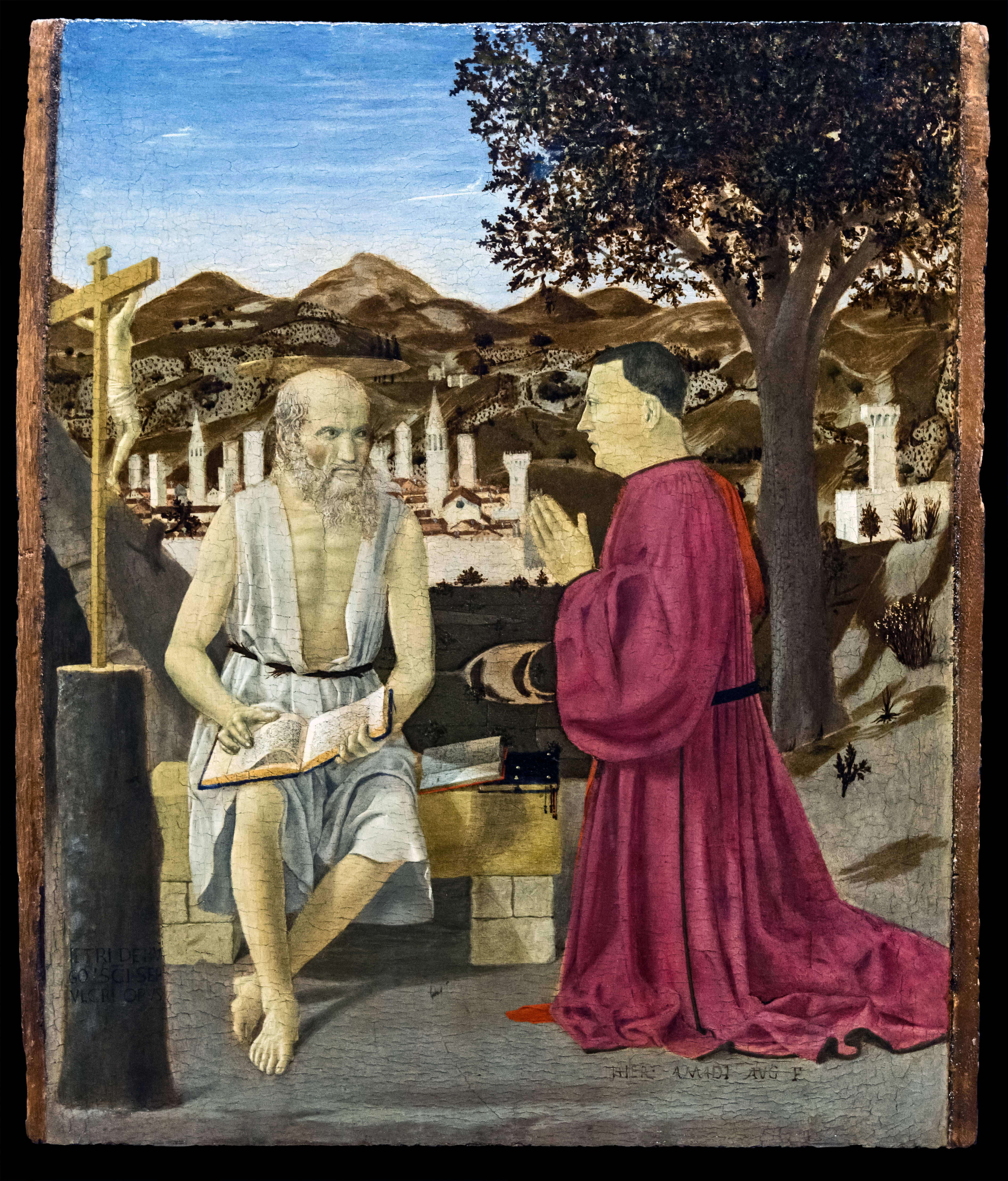
پیرو دلا فرانچسکا سن ژروم و دونور, ۴۹ × 42 cm
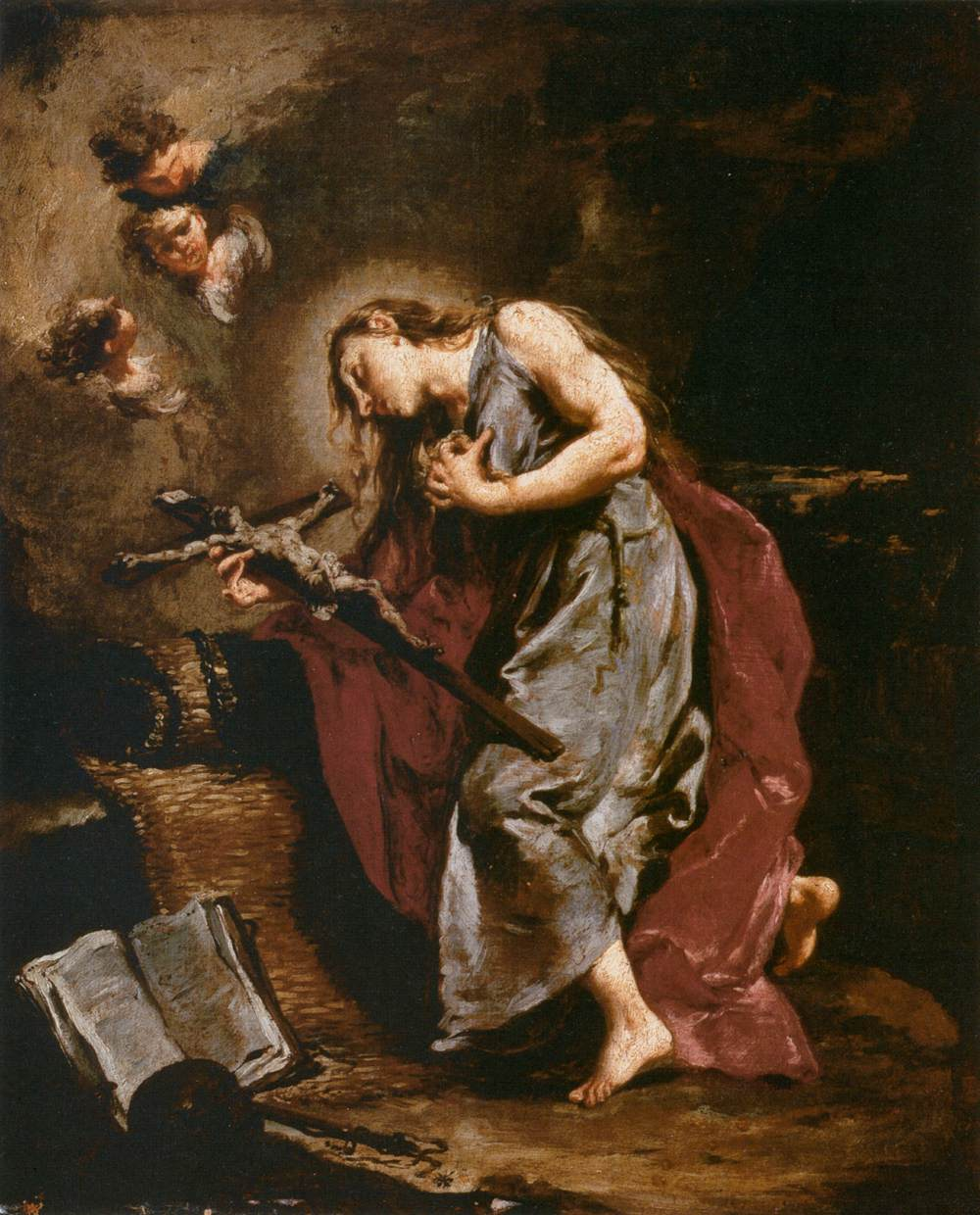
جامباتیستا پیتونی مجازات مگدالن, ۴۸ × 38 cm.
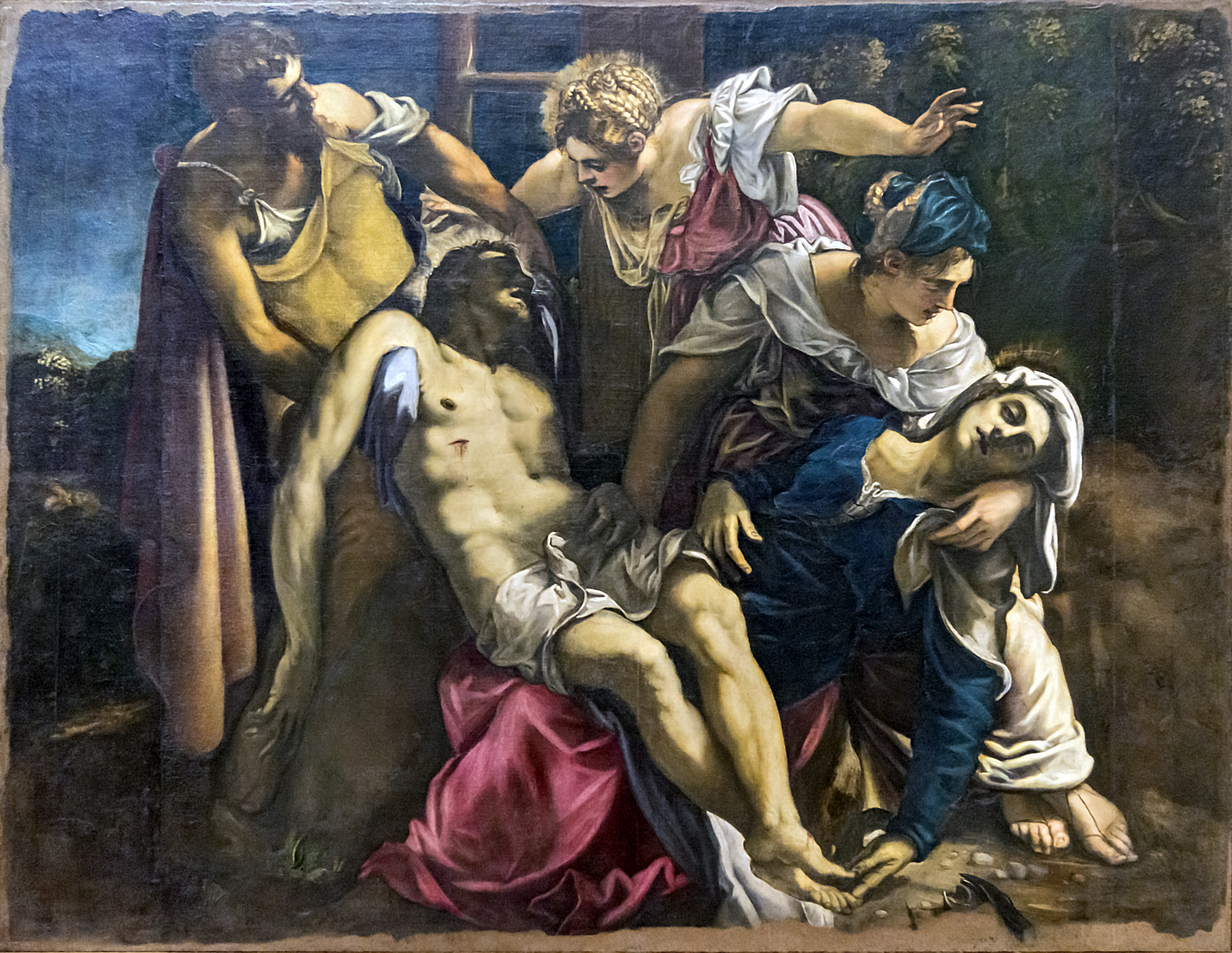
تینتورتو سوگواری, ۲۲۷ × 294 cm.
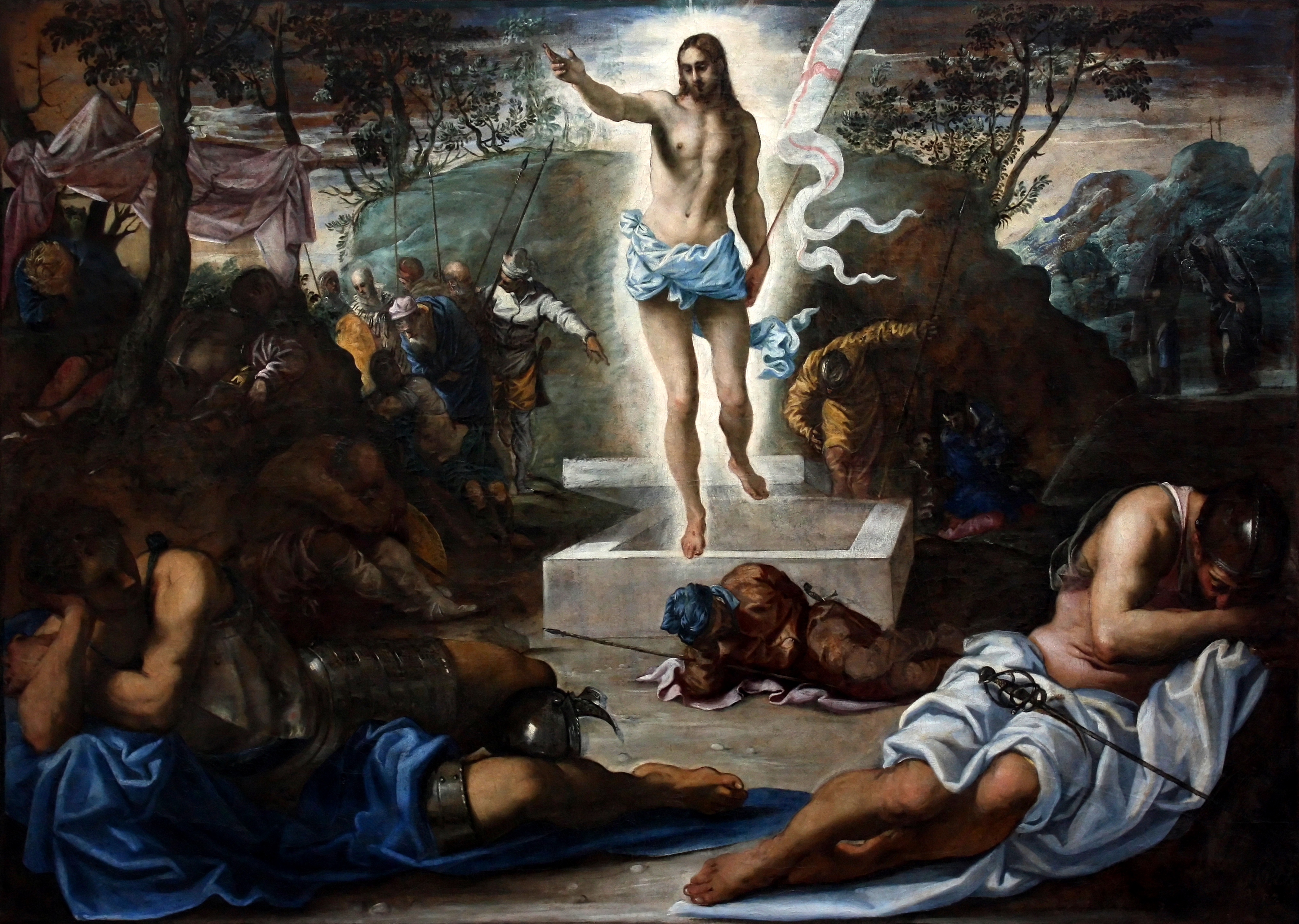
تینتورتو رستاخیز
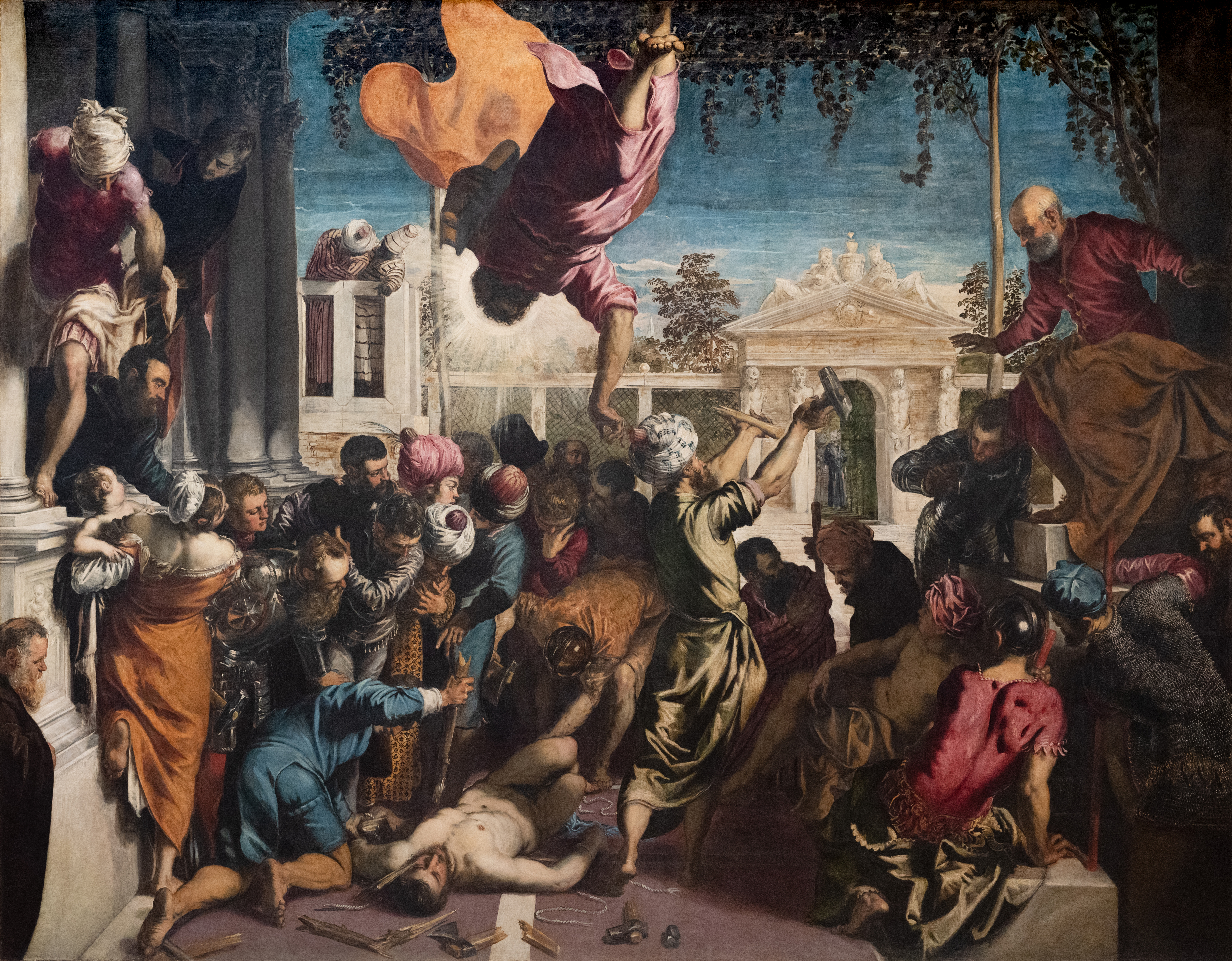
تینتورتو معجزه برده, ۴۱۵ × 541 cm.
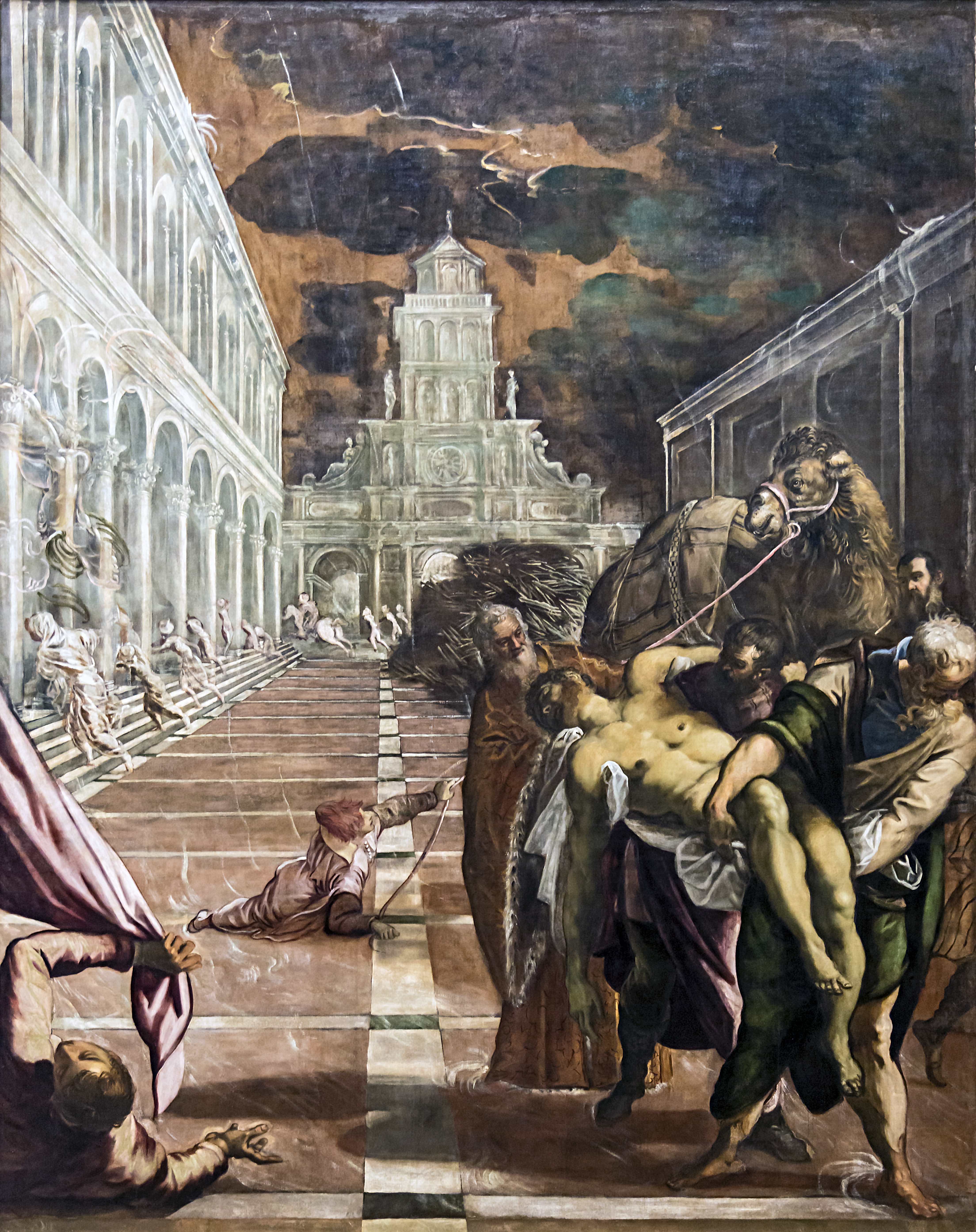
تینتورتو بدن سن مارک به ونیز آورده شده‌است, ۴۲۱ × ۳۰۶ cm.
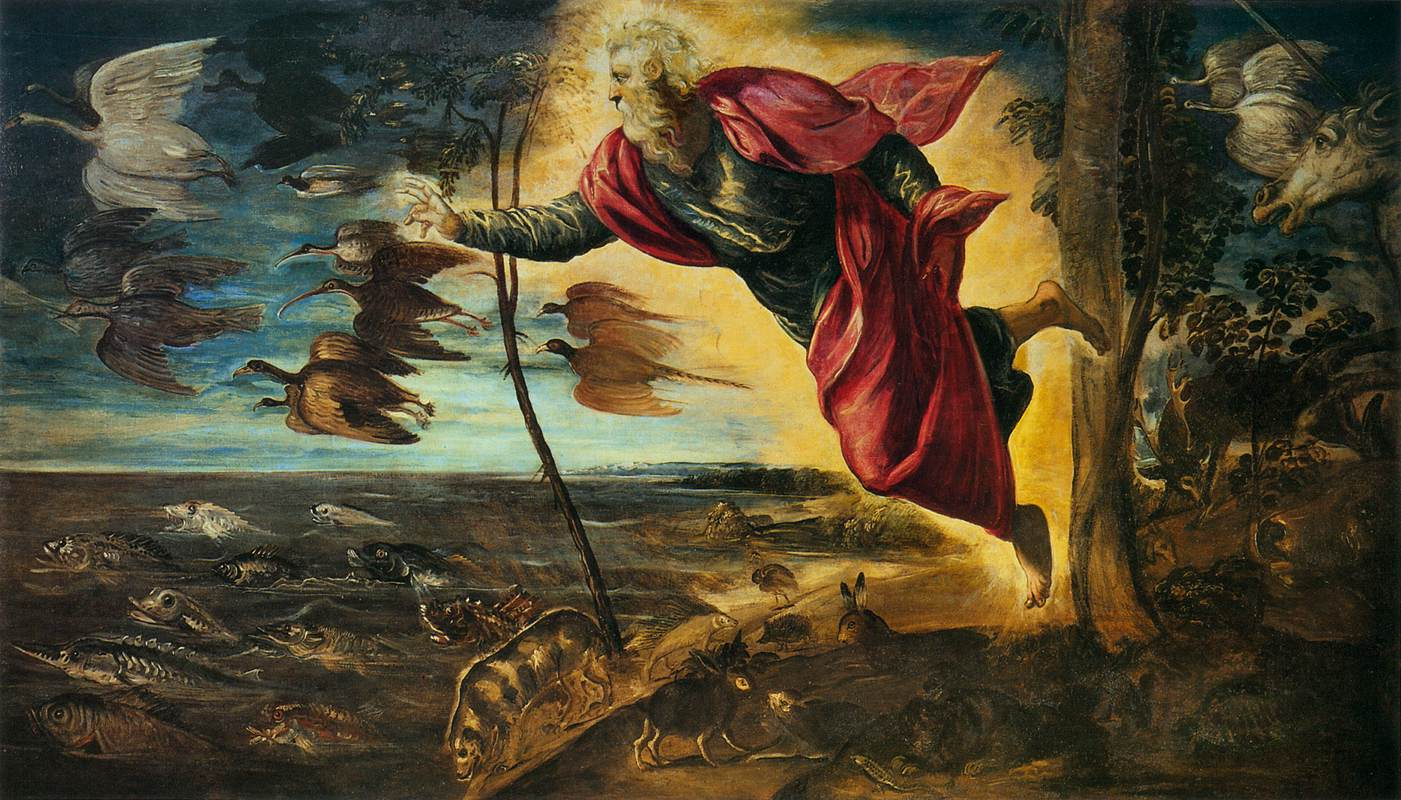
تینتورتو آفرینش حیوانات, ۱۵۱ × ۲۵۸ cm
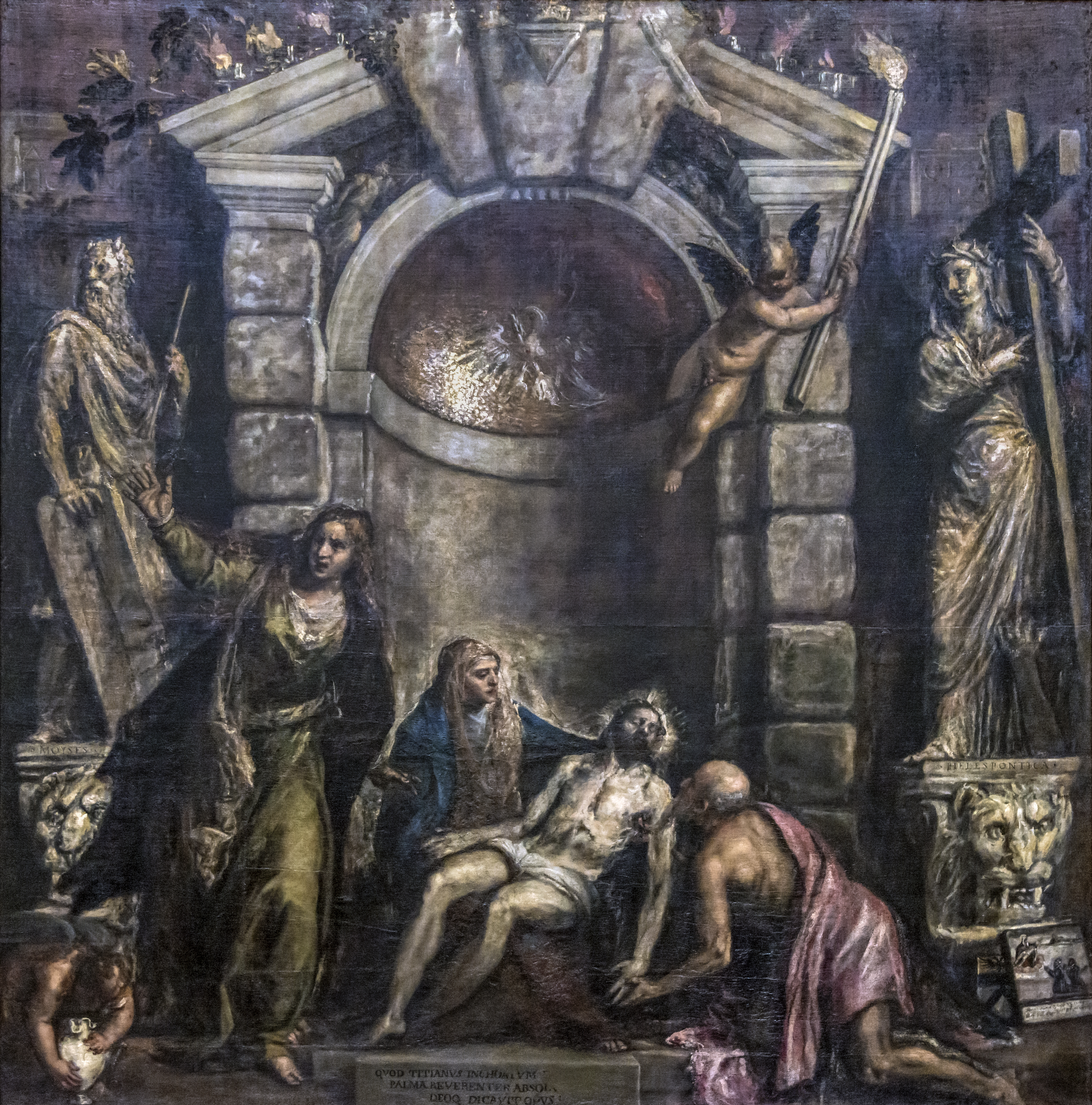
تیسین ترحم, ۳۵۳ × ۳۴۸ cm.
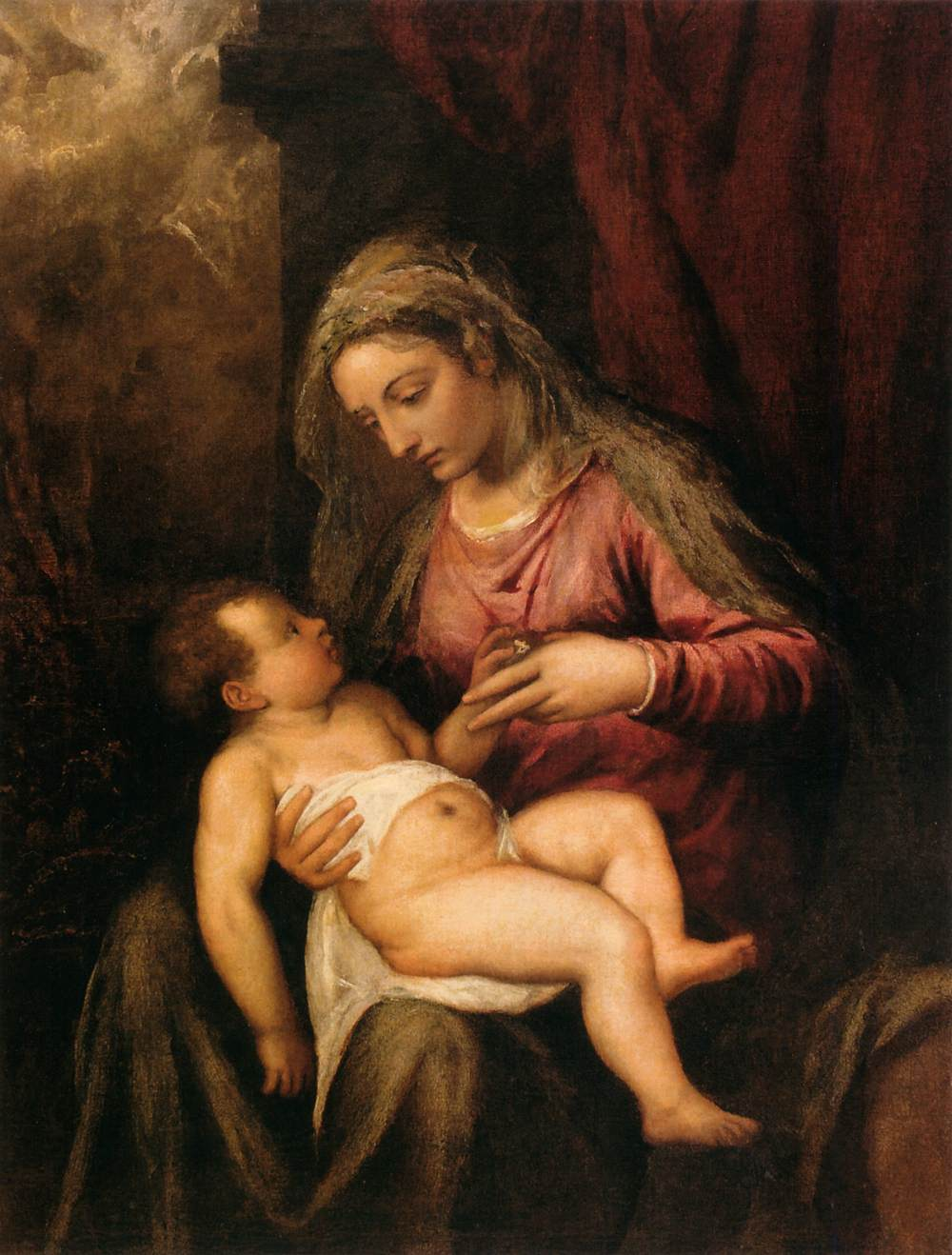
تیسین باکره و کودک, ۱۲۴ × ۹۶ cm
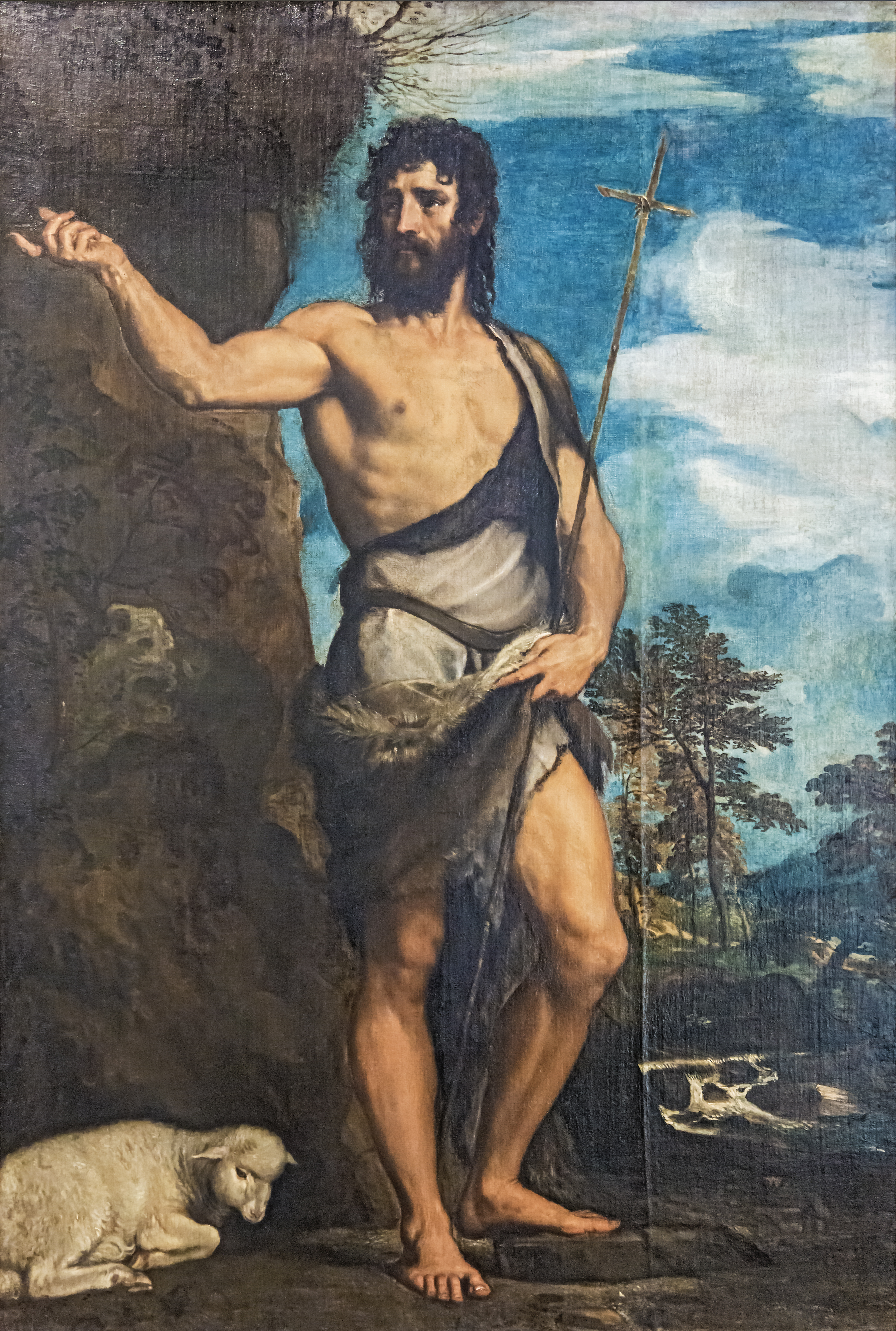
تیسین سن ژان باتیست, ۲۰۱ × ۱۳۴ cm.
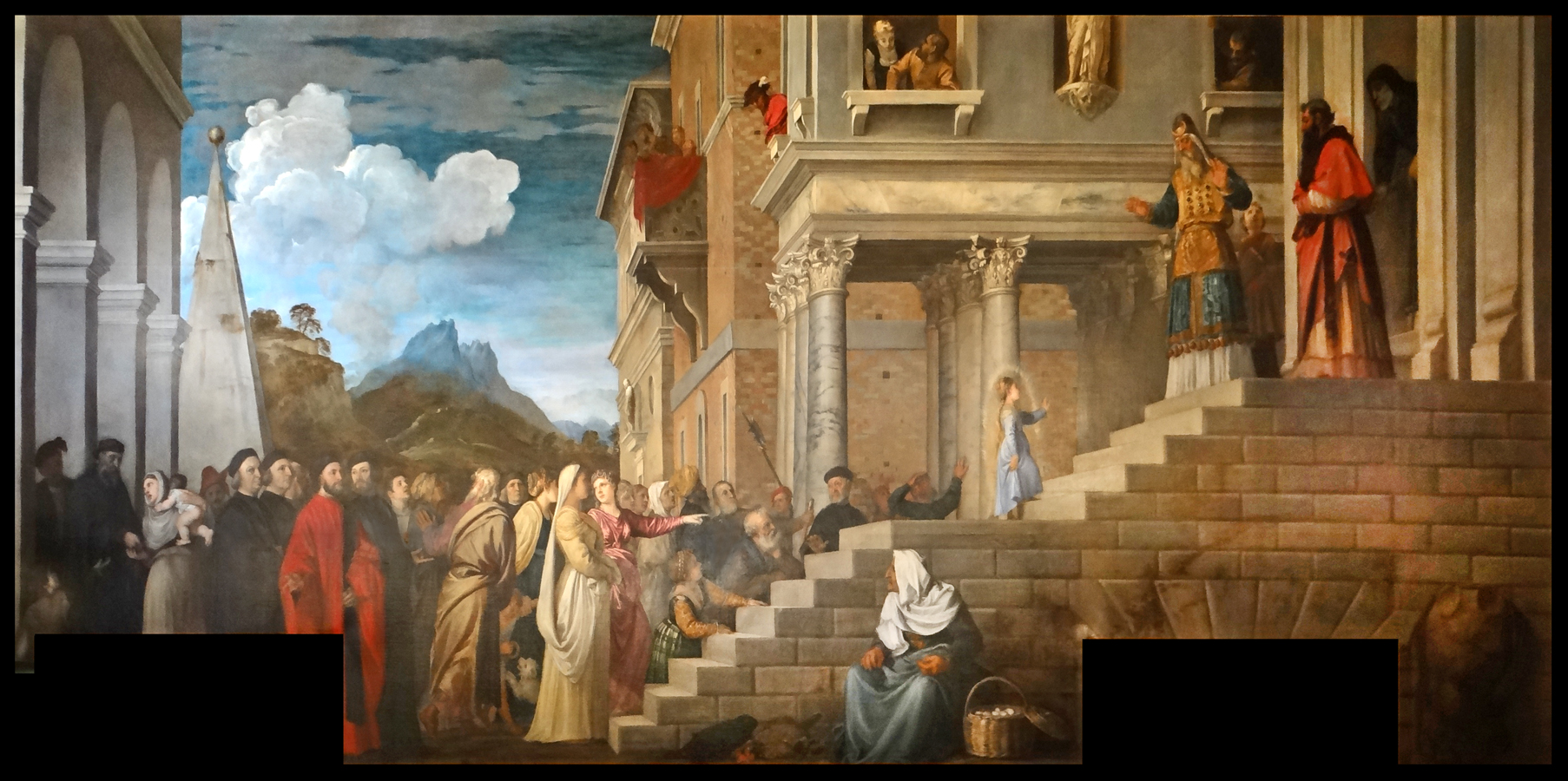
تیسین معرفی باکره در معبد, ۳۴۵ × ۷۷۵ cm.
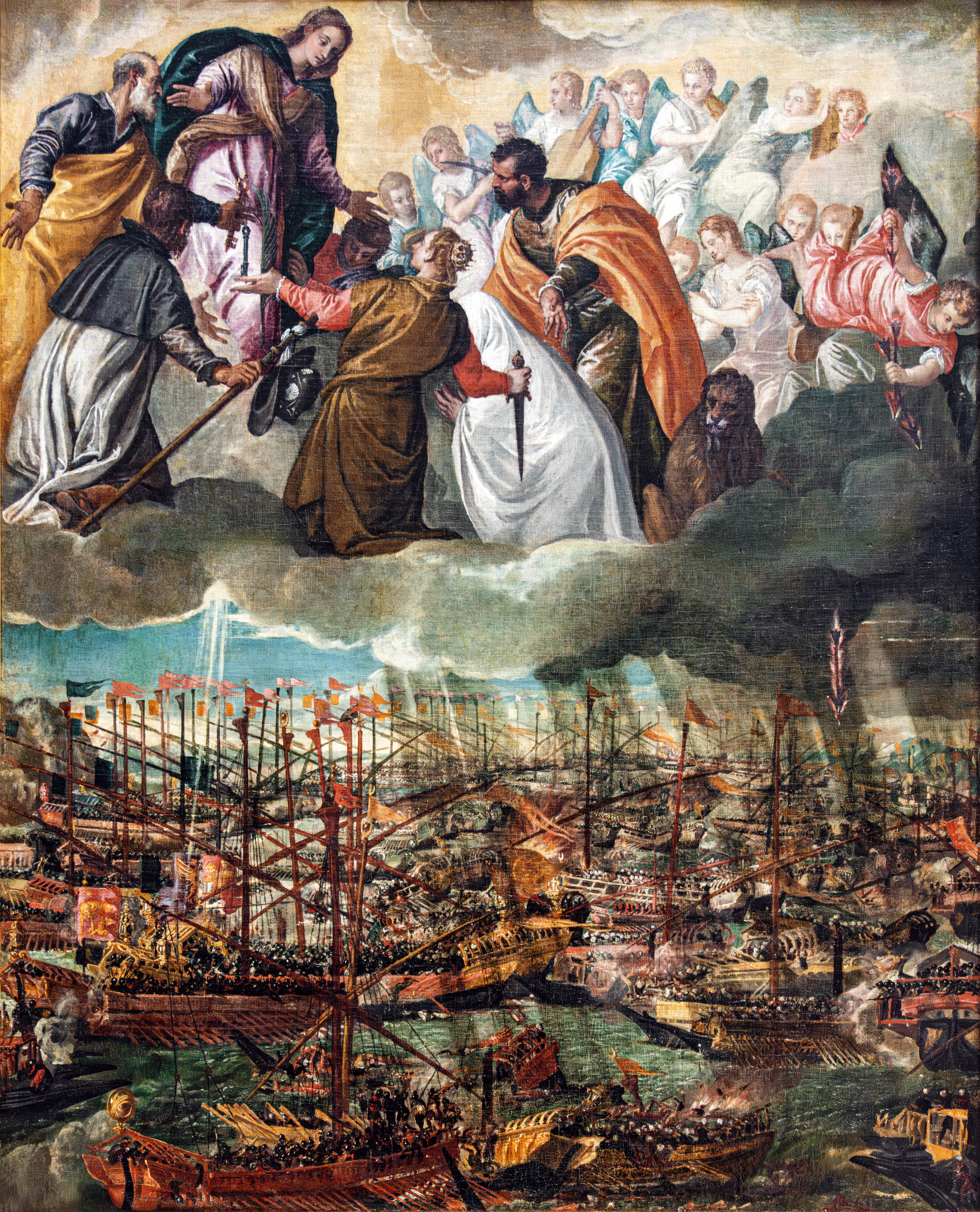
پائولو ورونزه نبرد لپانتو, ۱۶۹ × ۱۳۷ cm
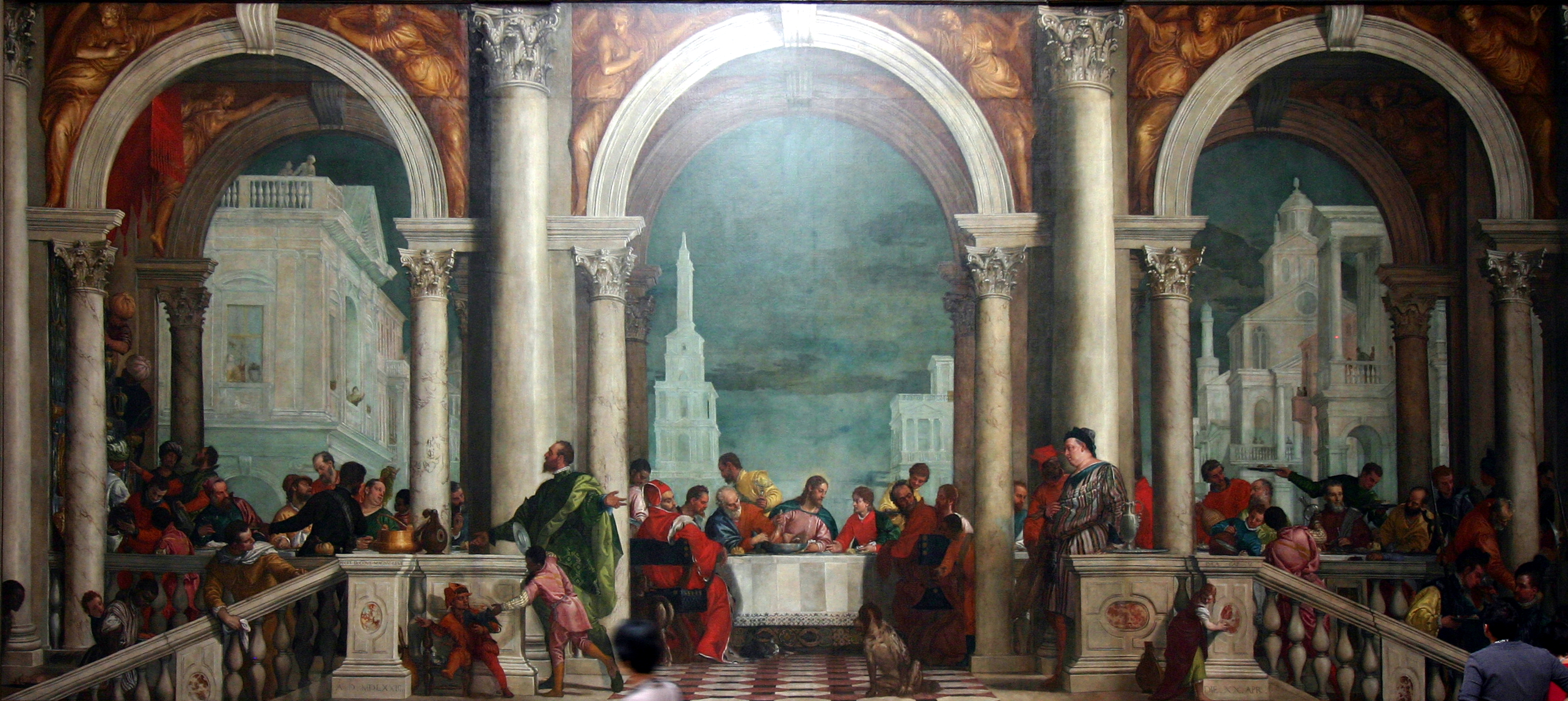
پائولو ورونزه جشن در خانه لاوی, ۵۵۵ × ۱۲۸۰ cm.
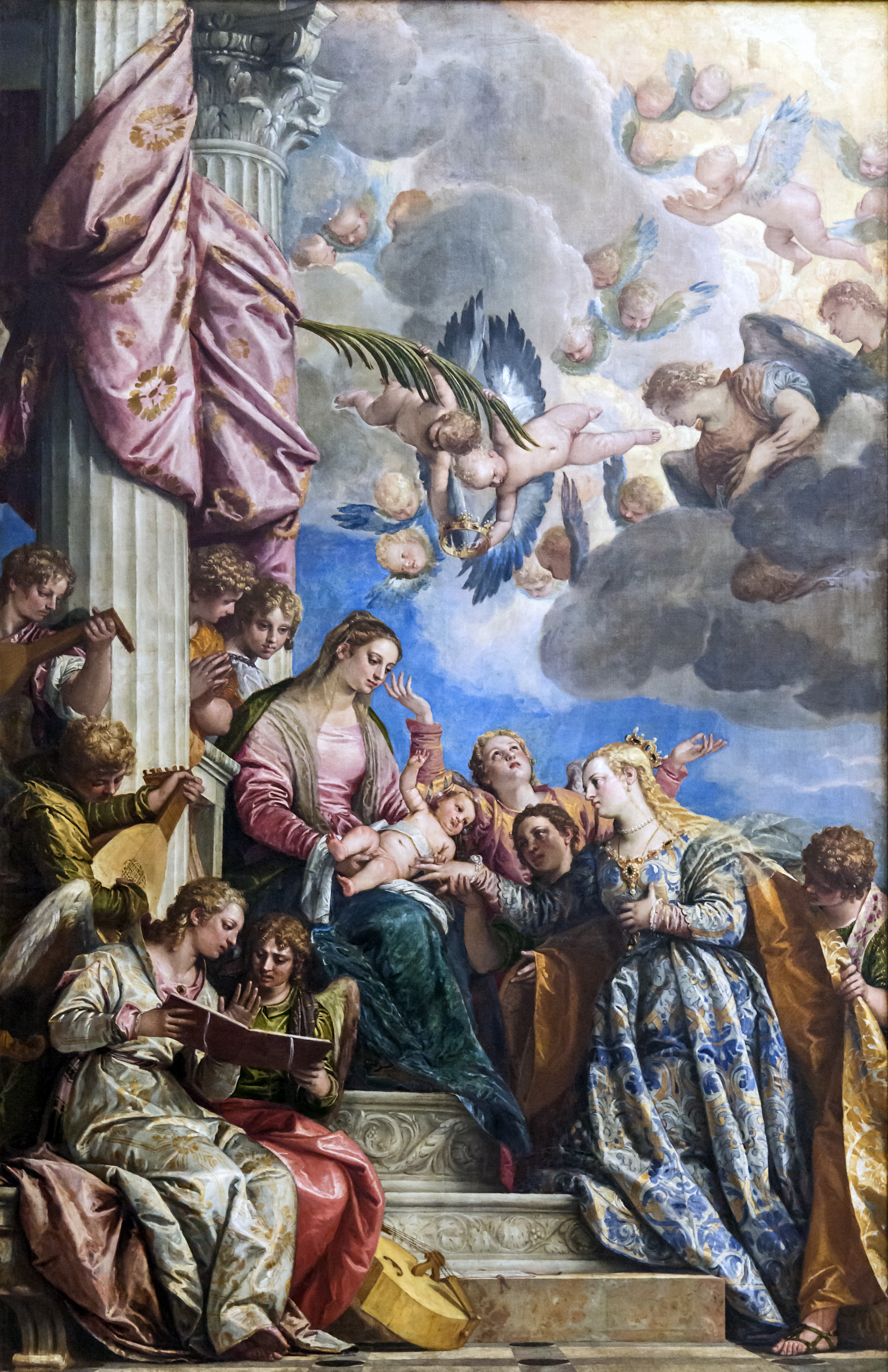
پائولو ورونزه
ازدواج عرفانی سنت کاترین, ۳۳۷ × ۲۴۱ cm.